# Çatalca
Çatalca – miasto w Turcji, w prowincji Stambuł. W 2016 roku liczyło 43 095 mieszkańców.
Miejsce bitwy pod Czataldżą.